# Bank of China
Bank of China, vaak afgekort tot BOC, is een Chinese bank. De Bank of China is een staatsbedrijf en werd in 1912 opgericht om de Government Bank of Imperial China te vervangen. Tot 1948 vervulde de BOC ook de rol van centrale bank. Het heeft de meeste internationale activiteiten van de vier grote Chinese banken.

## Geschiedenis
Al vanaf het begin speelde de bank een belangrijke rol bij het internationale handelsverkeer van China. Na 1949 werd de bank verantwoordelijk voor de handel in vreemde valuta en bleef de Chinese handel met buitenlandse partijen ondersteunen. In 1994 werd het een commerciële organisatie in staatshanden. In augustus 2004 werd het een naamloze vennootschap met aanvankelijk alle aandelen in handen van de staat. In juni 2006 kreeg de bank een beursnotering op de Hong Kong Stock Exchange met H-aandelen en een maand later volgde de introductie van A-aandelen op de Shanghai Stock Exchange.
De belangrijkste aandeelhouder is Central Hujin Investment. Dit sovereign wealth fund heeft een belang van 65% in de bank. Het heeft ook belangen in andere financiële instellingen, waaronder de andere drie grote Chinese banken. Huijin heeft zelf geen commerciële activiteiten en is alleen een houdstermaatschappij voor de staat.

## Activiteiten
De bank biedt een breed pakket van bankdiensten aan vooral zakelijke maar ook particuliere klanten. Het is van de vier grote banken in China het meest internationaal. Buiten China heeft het vestigingen in 37 landen.
De bank heeft diverse gespecialiseerde dochterondernemingen, zoals:
- BOC Hong Kong, de activiteiten van de bank in Hongkong, dit onderdeel heeft een eigen beursnotering op de Hong Kong Stock Exchange.
- BOC International, investment banking;
- Bank of China Insurance, verzekeringen;
- Bank of China Group Investment, beheert de eigen investeringen van de bank en vermogensbeheer voor derden;
- Bank of China Investment Management, beleggingsfondsen;
- BOC Aviation, een vliegtuigleasemaatschappij. Per jaareinde 2014 had het 230 vliegtuigen in eigendom en 20 stuks onder beheer.[1]

Per jaareinde 2014 had het 308.000 werknemers waarvan 23.500 in het buitenland, inclusief Hongkong, Macau en Taiwan.
Sinds oktober 2012 is voormalig president van De Nederlandsche Bank Nout Wellink voor een periode van drie jaar aangesteld als toezichthouder bij de bank. Hij wordt medeverantwoordelijk voor toezicht op onder meer de strategische plannen, de financiële rapportage en het risicomanagement van de vierde staatsbank van China.